# Brunn an der Wild
Pour les articles homonymes, voir Brunn.
Brunn an der Wild est une commune autrichienne du district de Horn en Basse-Autriche.